# کرک‌الا
کرک‌الا (به انگلیسی: Kirk Ella) یک روستا و محله مدنی در بریتانیا است که در ایست رادینگ آو یورک‌شر واقع شده‌است.